# OMS Ingelmunster
Olympic Molen Sport Ingelmunster was een Belgische voetbalclub uit Ingelmunster. De club was aangesloten bij de KBVB met stamnummer 9441 en had rood en geel als kleuren. In 2017 vormde de club samen met KFC Izegem de nieuwe fusieclub KFC Mandel United.

## Geschiedenis
De club ontstond in 2003 na het verdwijnen van de eerste voetbalclub uit de gemeente, KSV Ingelmunster. Die club was al in 1930 opgericht en speelde na de Tweede Wereldoorlog als SV Olympic Ingelmunster. In die periode speelde in de gemeente ook Molen Sport Ingelmunster. Beide clubs gingen vanaf 1962 samen verder als KSV Ingelmunster. Deze club was in de jaren 90 opgeklommen tot in de nationale reeksen, zelfs tot in Tweede Klasse. Toen echter ex-eersteklasser KRC Harelbeke verdween, verhuisde KSV Ingelmunster naar het naburige Harelbeke en wijzigde zijn naam in Sporting West Ingelmunster Harelbeke.
Voor vele supporters was deze stap naar Harelbeke echter te groot. Om de leemte op te vullen richtte men een nieuwe club op, om het lange verleden van het Ingelmunsters voetbal voort te zetten. De nieuwe club werd Olympic Molen Sport Ingelmunster genoemd, een naam die verwijst naar de tweede vroegere Ingelmunsterse clubs, Olympic en Molen Sport. OMS Ingelmunster sloot zich aan bij de Belgische Voetbalbond met stamnummer 9441 en nam de geel-rode kleuren van het voormalige KSV Ingelmunster aan.
De club ging van start in de allerlaagste provinciale reeksen (Vierde Provinciale), maar kon zich de volgende jaren al gauw opwerken. Dankzij een kampioenstitel in Tweede Provinciale in 2009 stootte de club dat jaar al door naar het hoogste provinciale niveau, waar men in 2010 al meteen een plaats in de eindronde haalde.
In 2010/11 trof Ingelmunster in Eerste Provinciale SWI Harelbeke aan, de club die een klein decennium eerder was vertrokken uit de gemeente. Ingelmunster trad dat seizoen aan met twee dove spitsen; de enige doven die Eerste Provinciale bereikten. De ploeg speelde een sterk seizoen en stond de laatste maanden lang aan de leiding. De laatste speeldagen verliepen echter moeizaam en concurrent SWI Harelbeke naderde tot op een punt voor de slotspeeldag. Ingelmunster verloor zijn slotwedstrijd, terwijl Harelbeke won en zo in extremis nog de titel greep. Ingelmunster miste zo een eerste promotie naar de nationale reeksen. Een seizoen later werd Ingelmunster echter wel kampioen, waardoor ze in 2012-2013 voor het eerst uitkwamen in vierde klasse.
In 2017 vormde OMS Ingelmunster samen met KFC Izegem de nieuwe fusieclub KFC Mandel United.

## Resultaten
| Seizoen | Klasse | Klasse | Klasse | Klasse | Klasse | Klasse | Klasse | Klasse | Klasse | Reeks             | Punten | Opmerkingen                                              |
|         | I      | I      | II     | III    | IV     | P.I    | P.II   | P.III  | P.IV   |                   |        |                                                          |
| ------- | ------ | ------ | ------ | ------ | ------ | ------ | ------ | ------ | ------ | ----------------- | ------ | -------------------------------------------------------- |
| 2003/04 |        |        |        |        |        |        |        |        | 12     | Vierde prov. W-Vl |        |                                                          |
| 2004/05 |        |        |        |        |        |        |        |        | 8      | Vierde prov. W-Vl |        |                                                          |
| 2005/06 |        |        |        |        |        |        |        |        | 1      | Vierde prov. W-Vl | 58     |                                                          |
| 2006/07 |        |        |        |        |        |        |        | 2      |        | Derde prov. W-Vl  | 65     | Winst in eindronde voor promotie                         |
| 2007/08 |        |        |        |        |        |        | 6      |        |        | Tweede prov. W-Vl | 51     |                                                          |
| 2008/09 |        |        |        |        |        |        | 1      |        |        | Tweede prov. W-Vl | 63     |                                                          |
| 2009/10 |        |        |        |        |        | 4      |        |        |        | Eerste prov. W-Vl | 57     | Deelname eindronde                                       |
| 2010/11 |        |        |        |        |        | 2      |        |        |        | Eerste prov. W-Vl | 59     | Deelname eindronde                                       |
| 2011/12 |        |        |        |        |        | 1      |        |        |        | Eerste prov. W-Vl | 65     |                                                          |
| 2012/13 |        |        |        |        | 6      |        |        |        |        | Vierde klasse A   | 46     |                                                          |
| 2013/14 |        |        |        |        | 4      |        |        |        |        | Vierde klasse A   | 60     | Deelname eindronde                                       |
| 2014/15 |        |        |        |        | 4      |        |        |        |        | Vierde klasse A   | 56     | Verlies in eindronde voor promotie tegen SK Sint-Niklaas |
| 2015/16 |        |        |        |        | 8      |        |        |        |        | Vierde klasse A   | 49     |                                                          |
|         | 1A     | 1B     | 1Am    | 2Am    | 3Am    | P.I    | P.II   | P.III  | P.IV   |                   |        | Vanaf 2016-17 zijn er 3 nationale en 2 regionale niveaus |
| 2016/17 |        |        |        |        | 1      |        |        |        |        | Derde klasse Am.  | 71     |                                                          |

## Trainers
- 2005-2006  Joost Malfait
- 2006-2007  Joost Malfait
- 2007-2008  Joost Malfait
- 2008-2009  Joost Malfait
- 2009-2010  Joost Malfait
- 2010-2011  Joost Malfait
- 2011-2012  Joost Malfait,  Pieter-Jan Sabbe
- 2012-2013  Patrick Verheule,  Joost Malfait
- 2013-2014  Joost Malfait
- 2014-2015  Joost Malfait
- 2015-2016  Joost Malfait,  Lorenzo Staelens[2],  Franky Dekenne,  Beni Vervaeke
- 2016-2017  Lieven Gevaert